# الکس پیترانجلو
الکس پیترانجلو (انگلیسی: Alex Pietrangelo؛ زادهٔ ۱۸ ژانویهٔ ۱۹۹۰) بازیکن هاکی روی یخ اهل کانادا است.